# زلزال كوماموتو 1889
زلزال كوماموتو 1889 هو زلزالٌ وقعَ في كوماموتو في اليابان بتاريخ 1889.